# Camille-Laurin (circonscription provinciale)
Pour les articles homonymes, voir Camille Laurin et Bourget.
Circonscription électorale provinciale du Canada
Camille-Laurin (appelée Bourget jusqu'en 2022) est une circonscription électorale provinciale du Québec située dans la région de Montréal. Elle a été créée en 1960.

## Description

### Historique
Avant d'être renommée Camille-Laurin, la circonscription électorale de Bourget est créée en 1960 à partir du district électoral de Laval, lui-même créé en 1867. Ses limites seront modifiées à quatre reprises en 1972, 1980, 1988 et 2001, dont de façon importante lors des trois dernières modifications. Ses limites sont inchangées depuis la réforme de la carte électorale de 2011.

### Toponymie
Elle était à l'origine nommée en l'honneur de Mgr Ignace Bourget.
En 2022, le ministre Simon Jolin-Barrette propose un changement de nom pour « Camille-Laurin » en l'honneur de Camille Laurin, homme politique et plusieurs fois député de la circonscription, également « père » de la Charte de la langue française ou loi 101. Cette proposition rappelle un processus similaire à celui de la circonscription Maurice-Richard (anciennement Crémazie). En effet, le 163e article de la réforme de la loi 101 (loi 96) mentionne une circonscription baptisée Camille-Laurin,.
Le changement de nom prend effet à la dissolution de la 42e législature le 28 août 2022.

### Territoire et limites
Cette circonscription est située sur l'île de Montréal dans l'arrondissement de Mercier–Hochelaga-Maisonneuve. Elle est bordée au nord par la limite de l'arrondissement et à l'ouest par l'arrondissement Anjou, jusqu'à l'autoroute 25 où la rue Sherbrooke devient la limite occidentale de la circonscription. À l'est, se trouve le fleuve Saint-Laurent, tandis que la circonscription se termine au sud par la voie de chemin de fer du Canadien National.

## Liste des députés
| Législature                | Années       | Député                 | Député                   | Parti            |
| -------------------------- | ------------ | ---------------------- | ------------------------ | ---------------- |
| Bourget Créée depuis Laval |              |                        |                          |                  |
| 26e                        | 1960–1962    |                        | Jean Meunier             | Libéral          |
| 27e                        | 1962–1966    |                        | Jean Meunier             | Libéral          |
| 28e                        | 1966–1970    |                        | Paul-Émile Sauvageau     | Union nationale  |
| 29e                        | 1970–1973    |                        | Camille Laurin           | Parti québécois  |
| 30e                        | 1973–1976    |                        | Jean Boudreault          | Libéral          |
| 31e                        | 1976–1981    |                        | Camille Laurin           | Parti québécois  |
| 32e                        | 1981–1985    |                        | Camille Laurin           | Parti québécois  |
| 32e                        | 1985–1985    |                        | Claude Trudel            | Libéral          |
| 33e                        | 1985–1989    |                        | Claude Trudel            | Libéral          |
| 34e                        | 1989–1994    | Huguette Boucher-Bacon |                          | Libéral          |
| 35e                        | 1994–1998    |                        | Camille Laurin           | Parti québécois  |
| 36e                        | 1998–2003    | Diane Lemieux          |                          | Parti québécois  |
| 37e                        | 2003–2007    | Diane Lemieux          |                          | Parti québécois  |
| 38e                        | 2007–2008    | Diane Lemieux          |                          | Parti québécois  |
| 38e                        | 2008–2008    | Maka Kotto             |                          | Parti québécois  |
| 39e                        | 2008–2012    | Maka Kotto             |                          | Parti québécois  |
| 40e                        | 2012–2014    | Maka Kotto             |                          | Parti québécois  |
| 41e                        | 2014–2018    | Maka Kotto             |                          | Parti québécois  |
| 42e                        | 2018–2022    |                        | Richard Campeau          | Coalition avenir |
| Camille-Laurin             |              |                        |                          |                  |
| 43e                        | 2022–présent |                        | Paul St-Pierre Plamondon | Parti québécois  |

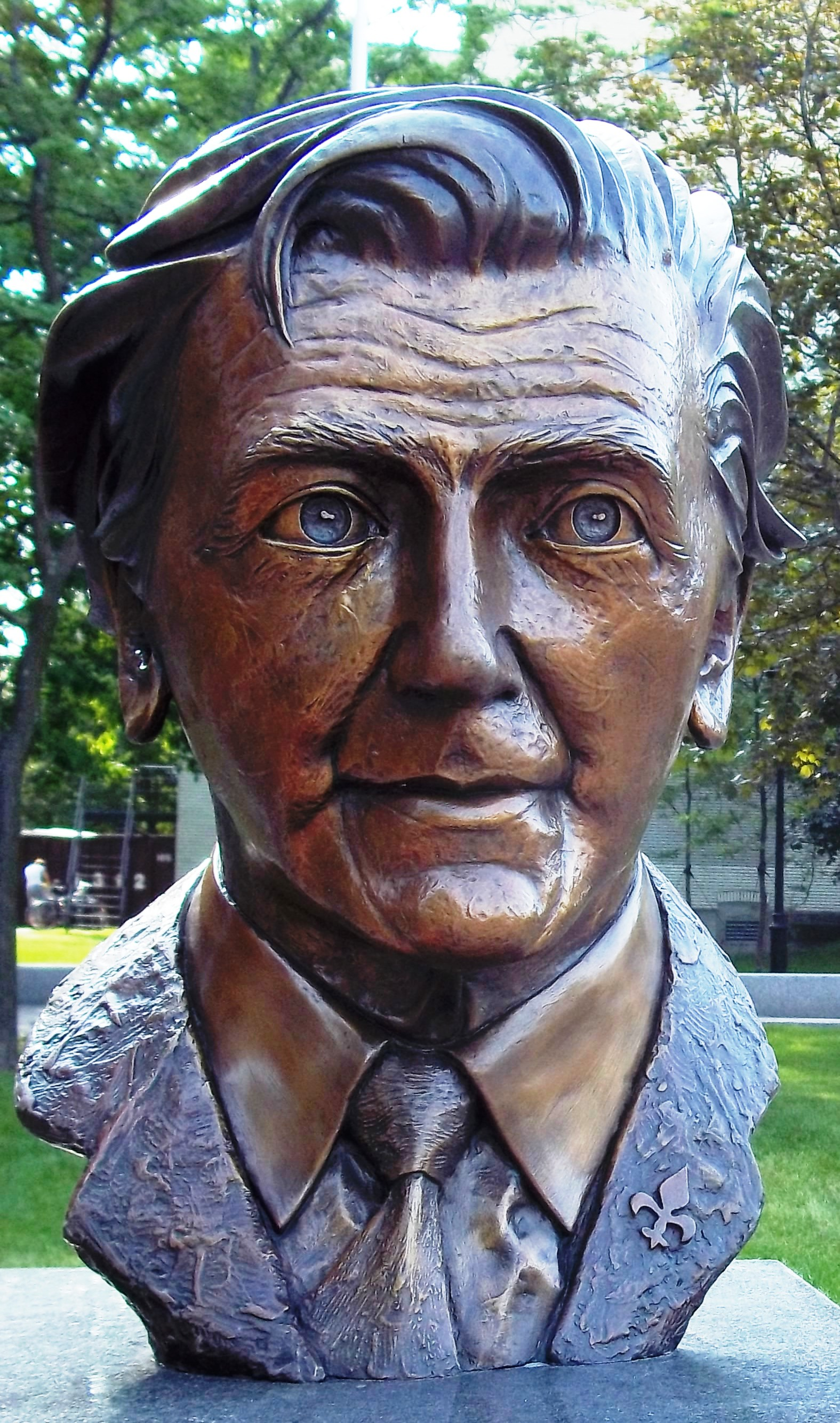
Camille Laurin est député de Bourget à trois reprises pour le Parti québécois. Il est député de 1970 à 1973, de 1976 à 1985 et de 1994 à 1998.
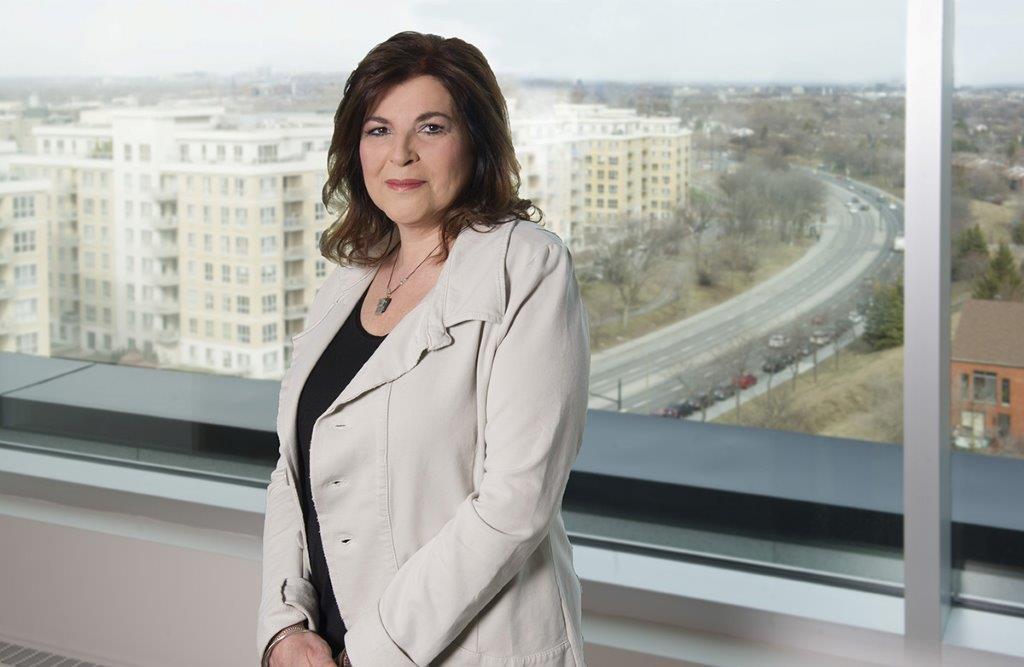
Diane Lemieux est députée de Bourget de 1998 à 2007 pour le Parti québécois.
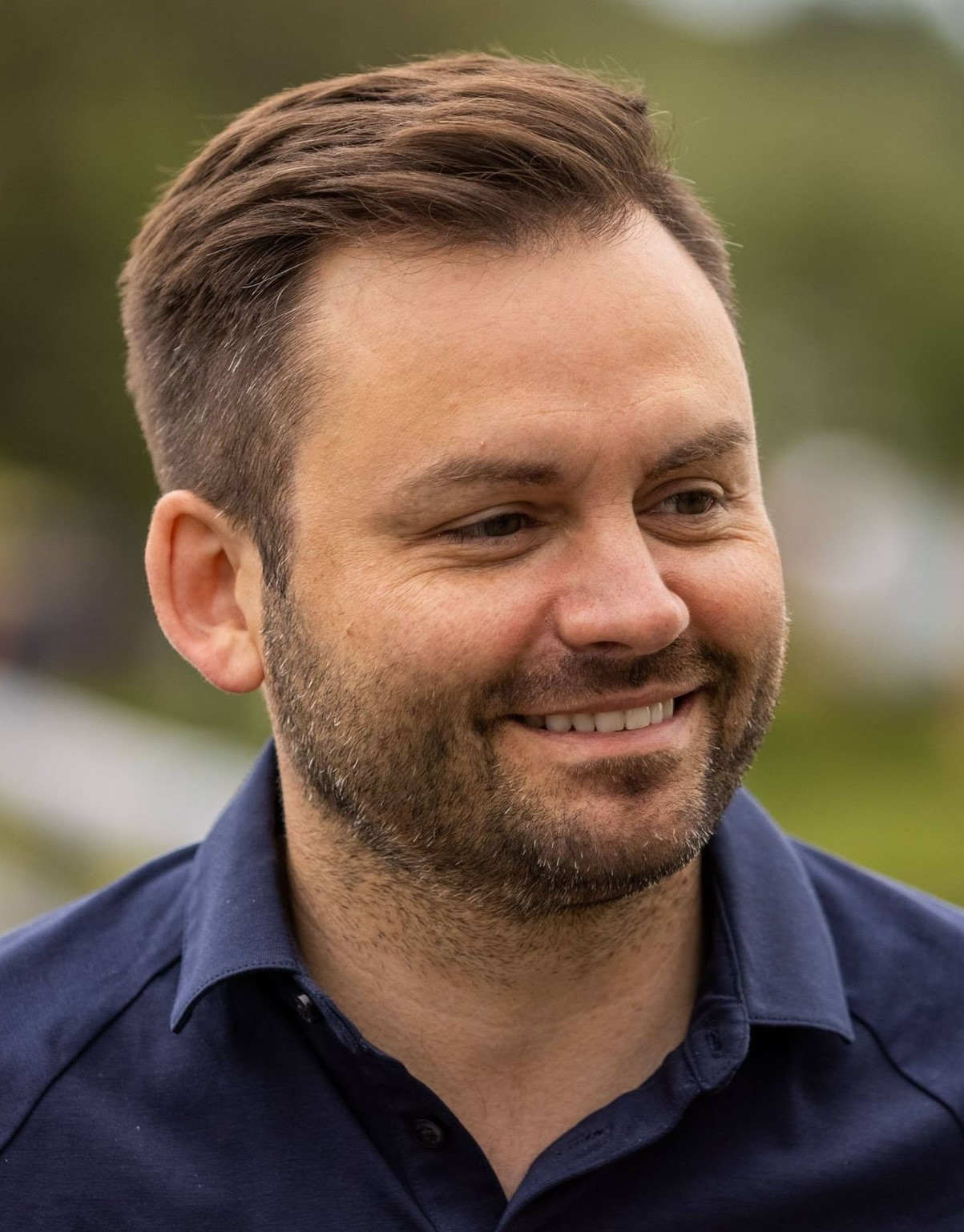
Paul St-Pierre Plamondon est le député actuel depuis 2022 pour le Parti québécois.

## Résultats électoraux

### Évolution pour les principaux partis
| |
| - Union nationale (ancien) - Parti libéral - Parti québécois - Crédit social (ancien) - Action démocratique (ancien) - Québec solidaire - Coalition avenir - Parti conservateur |

### Résultats détaillés
|                                                                                                 | Nom                       | Parti              | Nombre de voix | %      | Maj.  |
| ----------------------------------------------------------------------------------------------- | ------------------------- | ------------------ | -------------- | ------ | ----- |
|                                                                                                 | Paul St-Pierre Plamondon  | Parti québécois    | 11 959         | 41,7 % | 2 794 |
|                                                                                                 | Richard Campeau (sortant) | Coalition avenir   | 9 165          | 31,9 % | -     |
|                                                                                                 | Christina Eyangos         | Libéral            | 4 724          | 16,5 % | -     |
|                                                                                                 | Christos Karteris         | Conservateur       | 1 869          | 6,5 %  | -     |
|                                                                                                 | Bourama Keita             | Vert               | 641            | 2,2 %  | -     |
|                                                                                                 | Jean-Pierre Émond         | Climat Québec      | 241            | 0,8 %  | -     |
|                                                                                                 | Grace St-Gelais           | Démocratie directe | 49             | 0,2 %  | -     |
|                                                                                                 | Charles Mc Nicoll         | Équipe autonomiste | 42             | 0,1 %  | -     |
| Total                                                                                           | Total                     | Total              | 28 690         | 100 %  |       |
| Le taux de participation lors de l'élection était de 63,4 % et 2 728 bulletins ont été rejetés. |                           |                    |                |        |       |

|                                                                                               | Nom                     | Parti               | Nombre de voix | %      | Maj. |
| --------------------------------------------------------------------------------------------- | ----------------------- | ------------------- | -------------- | ------ | ---- |
|                                                                                               | Richard Campeau         | Coalition avenir    | 8 870          | 27,6 % | 500  |
|                                                                                               | Maka Kotto (sortant)    | Parti québécois     | 8 370          | 26 %   | -    |
|                                                                                               | Marlène Lessard         | Québec solidaire    | 7 865          | 24,4 % | -    |
|                                                                                               | Vincent Girard          | Libéral             | 6 074          | 18,9 % | -    |
|                                                                                               | Marieke Hassell-Crépeau | Vert                | 719            | 2,2 %  | -    |
|                                                                                               | Dany Roy                | Citoyens au pouvoir | 200            | 0,6 %  | -    |
|                                                                                               | Claude Brunelle         | Marxiste-léniniste  | 80             | 0,2 %  | -    |
| Total                                                                                         | Total                   | Total               | 32 178         | 100 %  |      |
| Le taux de participation lors de l'élection était de 64,9 % et 594 bulletins ont été rejetés. |                         |                     |                |        |      |

|                                                                                               | Nom                   | Parti              | Nombre de voix | %      | Maj.  |
| --------------------------------------------------------------------------------------------- | --------------------- | ------------------ | -------------- | ------ | ----- |
|                                                                                               | Maka Kotto (sortant)  | Parti québécois    | 12 525         | 37,8 % | 2 958 |
|                                                                                               | Jean-Pierre Gagnon    | Libéral            | 9 567          | 28,9 % | -     |
|                                                                                               | Sylvain Medza         | Coalition avenir   | 6 510          | 19,6 % | -     |
|                                                                                               | Gaétan Chateauneuf    | Québec solidaire   | 3 714          | 11,2 % | -     |
|                                                                                               | Thomas Lapierre       | Vert               | 489            | 1,5 %  | -     |
|                                                                                               | Diego Saavedra Renaud | Option nationale   | 243            | 0,7 %  | -     |
|                                                                                               | Claude Brunelle       | Marxiste-léniniste | 101            | 0,3 %  | -     |
| Total                                                                                         | Total                 | Total              | 33 149         | 100 %  |       |
| Le taux de participation lors de l'élection était de 68,4 % et 577 bulletins ont été rejetés. |                       |                    |                |        |       |

|                                                                                               | Nom                  | Parti                        | Nombre de voix | %      | Maj.  |
| --------------------------------------------------------------------------------------------- | -------------------- | ---------------------------- | -------------- | ------ | ----- |
|                                                                                               | Maka Kotto (sortant) | Parti québécois              | 16 379         | 45,7 % | 8 876 |
|                                                                                               | Mario Bentrovato     | Coalition avenir             | 7 503          | 20,9 % | -     |
|                                                                                               | Dave McMahon         | Libéral                      | 6 960          | 19,4 % | -     |
|                                                                                               | Patrice Gagnon       | Québec solidaire             | 3 381          | 9,4 %  | -     |
|                                                                                               | Paolo Zambito        | Option nationale             | 702            | 2 %    | -     |
|                                                                                               | Gilbert Caron        | Vert                         | 537            | 1,5 %  | -     |
|                                                                                               | Sylvie R. Tremblay   | Parti indépendantiste (2008) | 199            | 0,6 %  | -     |
|                                                                                               | Jan Stohl            | Coalition constituante       | 70             | 0,2 %  | -     |
|                                                                                               | Claude Brunelle      | Marxiste-léniniste           | 68             | 0,2 %  | -     |
|                                                                                               | Gaston Savard        | Unité nationale              | 57             | 0,2 %  | -     |
| Total                                                                                         | Total                | Total                        | 35 856         | 100 %  |       |
| Le taux de participation lors de l'élection était de 74,2 % et 495 bulletins ont été rejetés. |                      |                              |                |        |       |

|                                                                                               | Nom             | Parti                        | Nombre de voix | %      | Maj.  |
| --------------------------------------------------------------------------------------------- | --------------- | ---------------------------- | -------------- | ------ | ----- |
|                                                                                               | Maka Kotto      | Parti québécois              | 6 575          | 40,7 % | 1 414 |
|                                                                                               | Lyn Thériault   | Libéral                      | 5 161          | 31,9 % | -     |
|                                                                                               | Scott McKay     | Vert                         | 1 839          | 11,4 % | -     |
|                                                                                               | Denis Mondor    | Action démocratique          | 1 520          | 9,4 %  | -     |
|                                                                                               | Gaétan Legault  | Québec solidaire             | 700            | 4,3 %  | -     |
|                                                                                               | Richard Gervais | Parti indépendantiste (2008) | 376            | 2,3 %  | -     |
| Total                                                                                         | Total           | Total                        | 16 171         | 100 %  |       |
| Le taux de participation lors de l'élection était de 34,5 % et 162 bulletins ont été rejetés. |                 |                              |                |        |       |

|                                                                                               | Nom                         | Parti                 | Nombre de voix | %      | Maj.  |
| --------------------------------------------------------------------------------------------- | --------------------------- | --------------------- | -------------- | ------ | ----- |
|                                                                                               | Diane Lemieux (sortant)     | Parti québécois       | 13 422         | 41,3 % | 5 935 |
|                                                                                               | Clairmont De La Croizetière | Action démocratique   | 7 487          | 23 %   | -     |
|                                                                                               | Pierre Carrier              | Libéral               | 7 433          | 22,8 % | -     |
|                                                                                               | Scott McKay                 | Vert                  | 2 632          | 8,1 %  | -     |
|                                                                                               | Lynda Gaboury               | Québec solidaire      | 1 363          | 4,2 %  | -     |
|                                                                                               | Claudette Deschamps         | Démocratie chrétienne | 193            | 0,6 %  | -     |
| Total                                                                                         | Total                       | Total                 | 32 530         | 100 %  |       |
| Le taux de participation lors de l'élection était de 69,9 % et 391 bulletins ont été rejetés. |                             |                       |                |        |       |

## Référendums
|  | Référendum                     | % du OUI | % du NON | Taux de participation |
|  | Référendum de 1980             | 46,69 %  | 53,31 %  | 87,10 %               |
|  | Accord de Charlottetown (1992) | 39,75 %  | 60,25 %  | 84,22 %               |
|  | Référendum de 1995             | 53,74 %  | 46,26 %  | 94,27 %               |